# ECPAT

Stater med organisationer som är länkade till ECPAT

ECPAT (End Child Prostitution, Child Pornography, and Trafficking of Children for Sexual Purposes, ungefär avskaffa barnprostitution, barnpornografi och barnsexhandel) är en ideell organisation som arbetar mot alla former av kommersiell sexuell exploatering av barn, även kallat barnsexhandel, vilket inkluderar barnpornografi, barnsexturism och trafficking – människohandel med barn i sexuella syften.  
ECPAT grundades i maj 1990 efter att en grupp socialarbetare, missionärer och barnrättsföreträdare från Filippinerna, Sri Lanka, Taiwan och Thailand träffats då de alla uppmärksammat en kraftigt ökande efterfrågan på minderåriga för sexuella syften i deras hemländer. Fenomenet var i sig ingenting nytt utan hade tagit fart redan under Vietnamkriget och den stora amerikanska militärbasen vid Olongapo, Filippinerna, hade också medfört stor efterfrågan på sex, även med minderåriga.
Vid tidpunkten för mötet hade flera händelser ägt rum. Den första var avslöjandet 1989 av två pedofila verksamheter i Bangkok, som gick under täckmanteln av barnhem, och som drevs av amerikanska män med utländska ekonomiska bidrag. Den andra händelsen var upptäckten av fem innebrända småflickor, inlåsta och fastkedjade vid sängar i en bordell i Phuket. Ytterligare ett mycket uppmärksammat fall rörde den 11-åriga filippinska flickan Rosario Baluyot, som föll offer för en europeisk förövare. De mycket grova och sadistiska övergreppen ledde till flickans död 1987. 
Detta var händelser som väckte ett engagemang och medförde att organisationen ECPAT bildades. 1992 etablerades ett internationellt kansli i Bangkok, där det fortfarande är beläget.
Den 20 mars 2023 släppte ECPAT en rapporten ”Consent is KEY” som behandlar brottsutsatthet bland barn och unga som identifierar sig som HBTQIA+. Tydligt är att pojkar som identifierar sig som HBTQIA+ i mycket större utsträckning än andra pojkar är utsatta för sexualbrott. 